# Bonwill-háromszög
 A Bonwill-háromszög a mandibula ízületi fejecseinek középpontja és a mellső Bonwill-pont vagy szimfízispont – a bal alsó középső metszőfog mesiális csücske - által meghatározott sík, mely normális fogív esetén körülbelül 10 cm élű, egyenlő oldalú háromszög. A két condyluspontot összekötő egyenes (mely a mandibula forgástengelyének felel meg) és a szimfízispont távolsága ezen háromszögben 8,5 cm. Ezt a tényt mérései alapján  William Gibson Arlington Bonwill (1833–1899) vette észre és vezette be a fogászati gyakorlatba. Megállapításait mintegy 4000 holttesten végzett méréseire alapozta.
A háromszög csúcsai:
- a jobb oldali condylus pont
- a bal oldali condylus pont
- a symphysis pont

A condyluspontok vagy más néven ectocondylare-pontok a mandibula két fejének a mértani középpontjai, a symphysis pont pedig  az alsó középső metszőfogak élét összekötő egyenesek és a fej szimmetriasíkjának (mediansagittalis sík) metszéspontja.
A Bonwill-háromszög csúcsai által meghatározott sík a rágósíkkal hátrafelé 22 fokos szöget zár be, ezt Balkwill-szögnek nevezzük.
Mindezeknek az artikulátorok szerkesztésénél és a gipszminták rögzítésénél van nagy jelentősége. Középértékű artikulátoroknál a fejecstávolság általában nagyobb, 11 cm.